# アフマド・シャー1世 (グジャラート・スルターン朝)

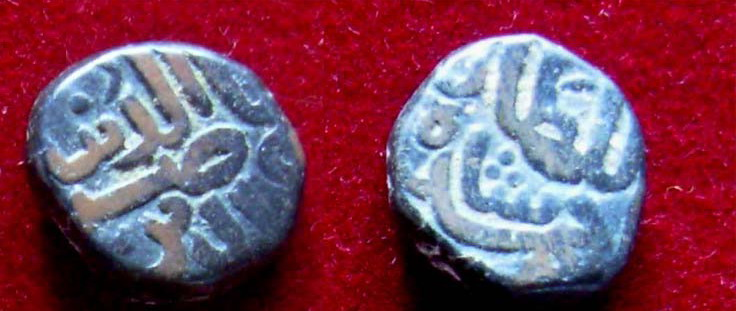
アフマド・シャー1世のコイン

ナーシルッディーン・アフマド・シャー1世（Nasir-ud-Din Ahmad Shah I, 生年不詳 - 1443年）は、西インド、グジャラート・スルターン朝の君主（在位：1411年 - 1443年）。
グジャラート州の主要都市アフマダーバードの名は、彼の名「アフマド」にちなむものである。

## 生涯

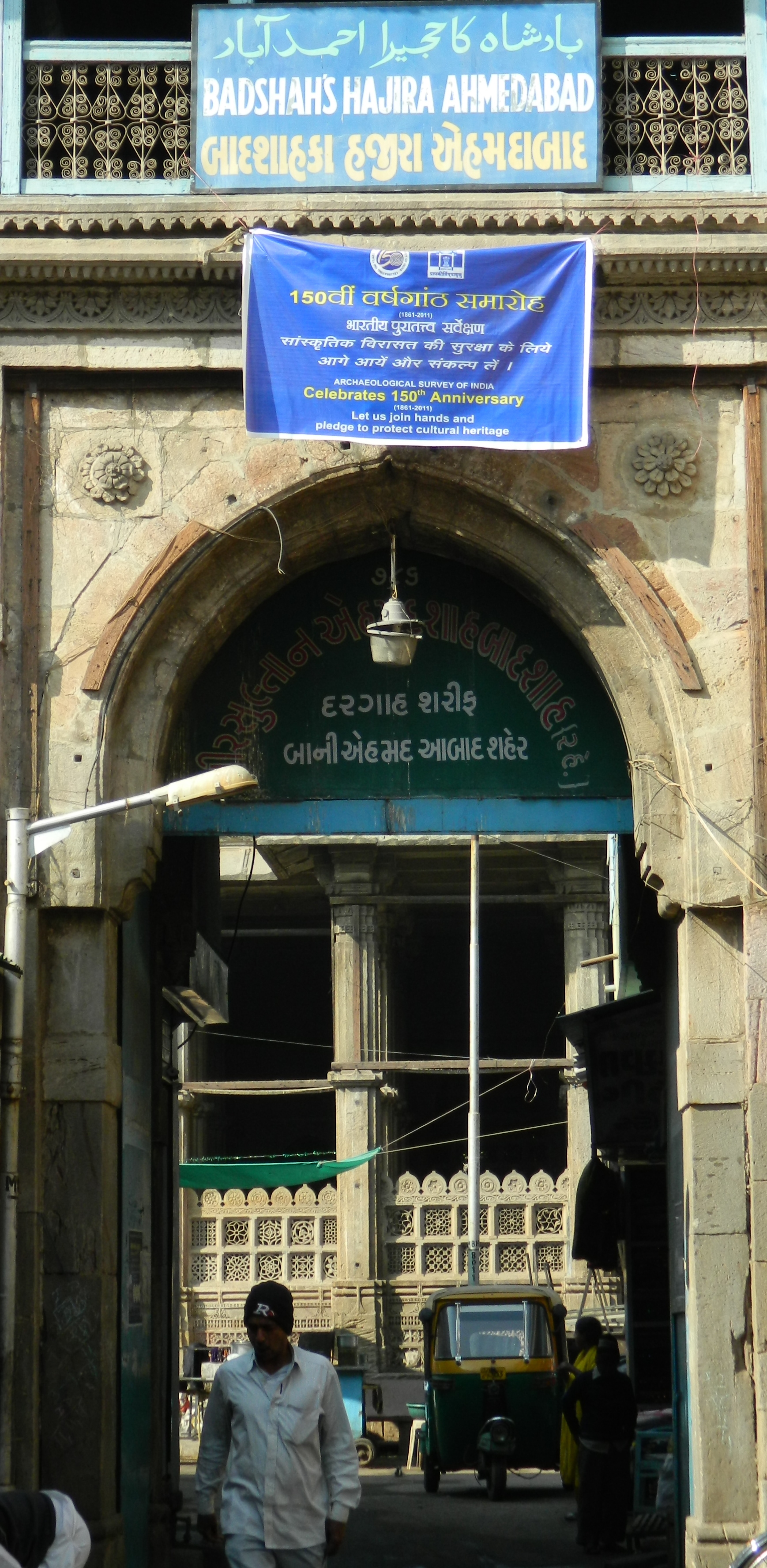
アフマド・シャー廟の門扉

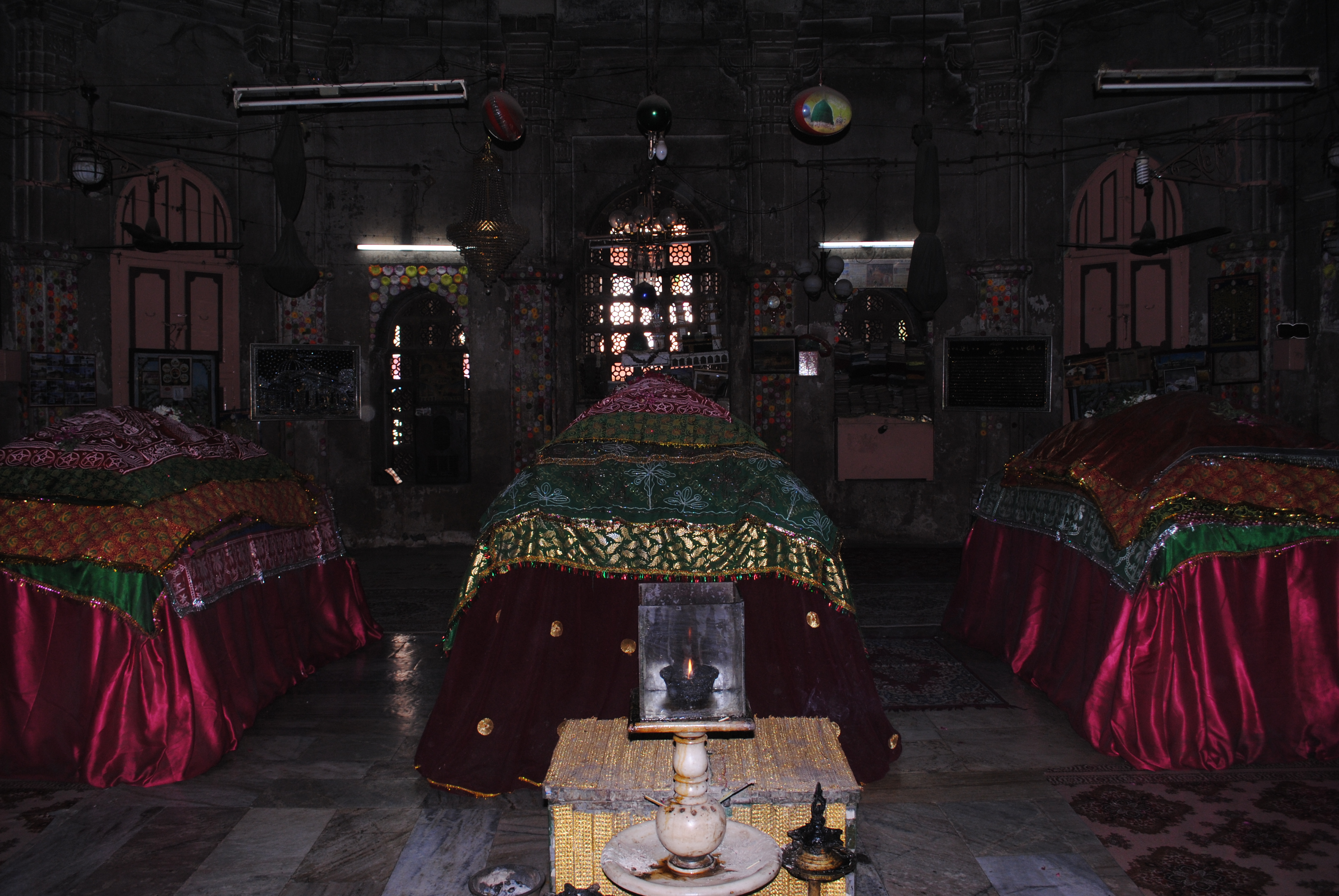
アフマド・シャー廟の内部

1411年、祖父であるムザッファル・シャー1世が死亡し、その孫であるアフマド・シャー1世が王位を継承した。
1413年、アフマド・シャー1世は王朝の首都をパータンから、サバルマティー河畔の自身の名を冠した都市アフマダーバードへ遷都した（建設は1411年以降）。アフマダーバードはその治世に基礎が築かれ、以後グジャラートの重要都市であり続けた。
また、アフマド・シャー1世は行政を改革し、グジャラートにイスラーム教を広めた。彼は長い治世の間に貴族らを支配下に置き、統治を安定させることに成功した。アフマド・シャー1世の治世、グジャラート・スルターン朝の基礎は固まり、王朝はその名をとって「アフマド・シャーヒー朝」とも呼ばれるようになった。
アフマド・シャー1世は王国の領土を拡大させるため、バフマニー朝やマールワー・スルターン朝と争い、後者と特に争った。また、グジャラートやラージャスターンの境界にある国々や、サウラーシュトラにあったラージプート諸国にも支配を広げた。
ラージャスターンではイーダルの強力な城をおさえ、ジャーラーワル、ドゥーンガルプル、ブーンディーの諸国を支配下に入れた。
アフマド・シャー1世はグジャラートのヒンドゥー教徒らにジズヤを課した。また、北部グジャラートのヒンドゥーの巡礼地シドプルを攻撃した際には、その地の寺院を破壊した。そのため、中世の歴史家の多くはアフマド・シャー1世を「異教徒たちの大いなる敵」と呼んだ。
アフマド・シャーはヒンドゥーの寺院を破壊し、かたくなにイスラームの信仰を守っていたが、統治においてはヒンドゥー教徒を多く登用したことで知られる。バニヤー（商人ギルド）に属していたマーニク・チャンドやモーティー・チャンドが大臣となったのも、彼の治世である。
1443年、アフマド・シャー1世は死亡し、ムハンマド・シャー2世が王位を継承した。